# Onthophagus lilliputanus
Onthophagus lilliputanus är en skalbaggsart som beskrevs av Lansberge 1883. Onthophagus lilliputanus ingår i släktet Onthophagus och familjen bladhorningar. Inga underarter finns listade i Catalogue of Life.